# The Elusive Samurai
The Elusive Samurai (逃げ上手の若君?, Nigejōzu no wakagimi, lett. "Il giovane che è bravo a scappare") è un manga shōnen scritto e disegnato da Yūsei Matsui, serializzato sul Weekly Shōnen Jump di Shūeisha a partire dal 25 gennaio 2021. Un adattamento anime prodotto da CloverWorks è stato trasmesso dal 6 luglio al 28 settembre 2024. Una seconda stagione è stata annunciata.

## Trama
Ambientata tra i periodi Kamakura e Muromachi, durante la restaurazione Kenmu, la storia segue le avventure di Hōjō Tokiyuki, un ragazzo in fuga dopo che la sua famiglia è stata rovesciata da Ashikaga Takauji. Grazie all'aiuto dei suoi alleati, tra cui un losco sacerdote e i suoi seguaci, il giovane signore cerca di vendicarsi per riconquistare la gloria grazie alla sua unica arma, ovvero una sovrumana capacità di fuggire e nascondersi, con la quale riesce ad eludere i suoi nemici.

## Media

### Manga
Annunciato nel numero 7 del Weekly Shōnen Jump 2021 il manga, scritto e disegnato da Yūsei Matsui, inizia la serializzazione sul numero successivo, il 25 gennaio 2021. Il primo volume in formato tankōbon è stato pubblicato il 2 luglio 2021. Al momento ne sono stati messi in vendita in tutto ventuno.
In Italia la serie è stata annunciata da Panini Comics al Napoli Comicon 2022 e viene pubblicata dal 27 ottobre 2022 sotto l'etichetta Planet Manga.

#### Volumi
| 1  | 2 luglio 2021 | ISBN 978-4-08-882710-0 | 27 ottobre 2022  | ISBN 978-88-287-2618-0 (ed. regolare) ISBN 978-88-287-2125-3 (ed. limitata) |
| 1  | Capitoli - 1. 1333 - La caduta (諏訪1333?, Suwa 1333) - 2. (鬼ごっこ1333?, Onigokko 1333) - 3. (仇討ち1333?, Adauchi 1333) - 4. (諏訪1333?, Suwa 1333) - 5. (狩猟1333?, Shuryō 1333) - 6. (郎党1333?, Rōtō 1333) - 7. (弓術1333?, Kyūjutsu 1333) |                        |                  |                                                                             |
| 2  | 4 agosto 2021 | ISBN 978-4-08-882734-6 | 23 febbraio 2023 | ISBN 978-88-287-2858-0 (ed. regolare) ISBN 978-88-287-2859-7 (ed. limitata) |
| 2  | Capitoli - 8. (犬追物1333?, Inuōmono 1333) - 9. (小笠原1333?, Ogasawara 1333) - 10. (逃げながら1333?, Nigenagara 1333) - 11. (坊っちゃん1333?, Bocchan 1333) - 12. (潜入1333?, Sen'nyū 1333) - 13. (地獄耳1333?, Jigokumimi 1333) - 14. (コマンド1333?, Komando 1333) - 15. (尊氏1333?, Takauji 1333) - 16. (心配1334?, Shinpai 1334)                                                                                             |                        |                  |                                                                             |
| 3  | 4 novembre 2021 | ISBN 978-4-08-882793-3 | 16 marzo 2023    | ISBN 978-88-287-4802-1 (ed. regolare) ISBN 978-88-287-4286-9 (ed. limitata) |
| 3  | Capitoli - 17. (教育1334?, Kyōiku 1334) - 18. (悪党1334?, Akutō 1334) - 19. (防衛戦1334?, Bōei-sen 1334) - 20. (仏1334?, Butsu 1334) - 21. (出血1334?, Shukketsu 1334) - 22. (御仏1334?, Mihotoke 1334) - 23. (臣従1334?, Shinjū 1334) - 24. (不可思議1334?, Fukashigi 1334) - 25. (神力1334?, Shinriki 1334) |                        |                  |                                                                             |
| 4  | 4 gennaio 2022 | ISBN 978-4-08-883010-0 | 11 maggio 2023   | ISBN 978-88-287-5045-1                                                      |
| 4  | Capitoli - 26. (国司1334?, Kokushi 1334) - 27. (死にたがり1334?, Shinitagari 1334) - 28. (悪酔い1334?, Waruyoi 1334) - 29. (将1334?, Shō 1334) - 30. (騎馬戦1334?, Kibasen 1334) - 31. (生きたがり1334?, Ikitagari 1334) - 32. (刺身1334?, Sashimi 1334) - 33. (ジェネレーション1334?, Jenerēshon 1334) - 34. (礼儀1334?, Reigi 1334)                                                                                             |                        |                  |                                                                             |
| 5  | 4 aprile 2022 | ISBN 978-4-08-883073-5 | 3 agosto 2023    | ISBN 978-88-287-5469-5                                                      |
| 5  | Capitoli - 35. (問答1334?, Mondō 1334) - 36. (女傑1334?, Joketsu 1334) - 37. (改革1334?, Kaikaku 1334) - 38. (信濃動乱1335?, Shinano Dōran 1335) - 39. (鷹1335?, Taka 1335) - 40. (三大将1335?, San Taishō 1335) - 41. (覆面1335?, Fukumen 1335) - 42. (神輿1335?, Mikoshi 1335) - 43. (軍略1335?, Gunryaku 1335) |                        |                  |                                                                             |
| 6  | 3 giugno 2022 | ISBN 978-4-08-883184-8 | 12 ottobre 2023  | ISBN 978-88-287-6871-5                                                      |
| 6  | Capitoli - 44. (繋がり1335?, Tsunagari 1335) - 45. (顔芸1335?, Kaogei 1335) - 46. (髪1335?, Kami 1335) - 47. (顔1335?, Kao 1335) - 48. (京1335?, Kyō 1335) - 49. (凄み1335?, Sugomi 1335) - 50. (大都会1335?, Daitokai 1335) - 51. (双六1335?, Sugoroku 1335) - 52. (婆娑羅1335?, Basara 1335) |                        |                  |                                                                             |
| 7  | 4 agosto 2022 | ISBN 978-4-08-883198-5 | 14 dicembre 2023 | ISBN 978-88-287-7441-9                                                      |
| 7  | Capitoli - 53. (腹黒 1335?, Haraguro 1335) - 54. (スキャナー 1335?, Sukyanā 1335) - 55. (楠木 1335?, Kusunoki 1335) - 56. (暗殺 1335?, Ansatsu 1335) - 57. (尊氏 1335?, Takauji 1335) - 58. (帰還 1335?, Kikan 1335) - 59. (選択 1335?, Sentaku 1335) - 60. (悪党 1335?, Akutō 1335) - 61. (中先代の乱 1335?, Nakasendai 1335) |                        |                  |                                                                             |
| 8  | 4 novembre 2022 | ISBN 978-4-08-883291-3 | 13 giugno 2024   | ISBN 978-88-287-9200-0                                                      |
| 8  | Capitoli - 62. (鎧 1335?, Yoroi 1335) - 63. (御柱 1335?, Onbashira 1335) - 64. (背中 1335?, Senaka 1335) - 65. (本戦 1335?, Honsen 1335) - 66. (神 1335?, Kami 1335) - 67. (影1335?, Kage 1335) - 68. (戦車1335?, Sensha 1335) - 69. (破魔1335?, Hama 1335) - 70. (名乗り1335?, Nanori 1335) |                        |                  |                                                                             |
| 9  | 4 gennaio 2023 | ISBN 978-4-08-883423-8 | 8 agosto 2024    | ISBN 978-88-287-9513-1                                                      |
| 9  | Capitoli - 71. (貞宗1335?) - 72. (出信濃1335?, Shutsu Shinano 1335) - 73. (庇番1335?) - 74. (渋川1335?) - 75. (女影原1335?) - 76. (一騎討ち1335?, Ikkiuchi 1335) - 77. (正義1335?, Seigi 1335) - 78. (武器1335?, Buki 1335) - 79. (雑1335?, Zatsu 1335) |                        |                  |                                                                             |
| 10 | 4 aprile 2023 | ISBN 978-4-08-883438-2 | 10 ottobre 2024  | ISBN 979-12-21901-17-7                                                      |
| 10 | Capitoli - 80. (理想1335?, Risō 1335) - 81. (武士道1335?, Bushidō 1335) - 82. (弧次郎1335?, Kojirō 1335) - 83. (認識1335?, Ninshiki 1335) - 84. (小手指ヶ原1335?) - 85. (会戦1335?) - 86. (爆走1335?, Bakusō 1335) - 87. (策1335?, Saku 1335) - 88. (ダービー1335?, Dābī 1335) |                        |                  |                                                                             |
| 11 | 2 giugno 2023 | ISBN 978-4-08-883561-7 | 12 dicembre 2024 | ISBN 979-12-21904-71-0                                                      |
| 11 | Capitoli - 89. (瑪瑙1335?, Menō 1335) - 90. (信頼1335?, Shinrai 1335) - 91. (直義1335?, Tadayoshi 1335) - 92. (おこられた1335?, Okorareta 1335) - 93. (ディベート1335?, Dibēto 1335) - 94. (会話1335?, Kaiwa 1335) - 95. (楽しさ1335?, Tanoshisa 1335) - 96. (頼み1335?, Tanomi 1335) - 97. (鎌倉1335?, Kamakura 1335) |                        |                  |                                                                             |
| 12 | 4 settembre 2023 | ISBN 978-4-08-883635-5 | 13 febbraio 2025 | ISBN 979-12-21910-70-4                                                      |
| 12 | Capitoli - 98. (北条の平和1335?, Hōjō no heiwa 1335) - 99. (鍛冶1335?, Kaji 1335) - 100. (百人百色 1335?, Hyaku nin hyaku iro 1335) - 101. (征夷大将軍 1335?, Seiitaishōgun 1335) - 102. (家族 1335?, Kazoku 1335) - 103. (台風 1335?, Taifū 1335) - 104. (三浦 1335?, Miura 1335) - 105. (天下人 1335?, Tenkabito 1335) - 106. (父子1335?, Fushi 1335)                                                                           |                        |                  |                                                                             |
| 13 | 2 novembre 2023 | ISBN 978-4-08-883693-5 | 10 aprile 2025   | ISBN 979-12-21915-41-9                                                      |
| 13 | Capitoli - 107. (郎党1335?, Rōtō 1335) - 108. (逃げ上手 1335?, Nige jōzu 1335) - 109. (受け継ぐ1335?, Uketsugu 1335) - 110. (歴史 1335?, Rekishi 1335) - 111. (インターミッション 1336 1?, Intāmisshon 1336 1) - 112. (インターミッション 1336 2?, Intāmisshon 1336 2) - 113. (インターミッション 1336 3?, Intāmisshon 1336 3) - 114. (インターミッション1336（終）?, Intāmisshon 1336 tsui) - 115. (逃者党1337?, Nigeshatō 1337) |                        |                  |                                                                             |
| 14 | 2 febbraio 2024 | ISBN 978-4-08-883823-6 | 12 giugno 2025   | ISBN 979-12-21921-27-4                                                      |
| 14 | Capitoli - 116. (U.N.K. 1337?) - 117. (見極め 1337?, Mikiwame 1337) - 118. (学生対決 1337?, Gakusei taiketsu 1337) - 119. (利根川 1337?, Tonegawa 1337) - 120. (利根川 1337?, Kaoawase 1337) - 121. (少年時代 1337?, Shōnen jidai 1337) - 122. (新技 1337?, Shinwaza 1337) - 123. (公家の戦 1337?, Kuge no sen 1337) - 124. (力攻め 1337?, Chikarazeme 1337)                                                                      |                        |                  |                                                                             |
| 15 | 4 aprile 2024 | ISBN 978-4-08-883883-0 | 7 agosto 2025    | ISBN 979-12-21925-87-6                                                      |
| 15 | Capitoli - 125. (再会 1337?, Saikai 1337) - 126. (絶技 1337?, Zetsugi 1337) - 127. (未来 1337?, Mirai 1337) - 128. (宿命 1337?, Shukumei 1337) - 129. (斯波家長 1337?, Shiba Ienaga 1337) - 130. (鎌倉 1337?, Kamakura 1337) - 131. (正宗 1337?, Masamune 1337) - 132. (山分け 1337?, Yamawake 1337) - 133. (恋愛 1337?, Ren'ai 1337)                                                                                             |                        |                  |                                                                             |
| 16 | 4 luglio 2024 | ISBN 978-4-08-884111-3 | 9 ottobre 2025   | —                                                                           |
| 16 | Capitoli - 134. (征く人去る人 1338?, Sei ku hito saru hito 1338) - 135. (兵糧 1338?, Hyōrō 1338) - 136. (顕家 1333〜1338?, Akiie 1333〜1338) - 137. (くじ 1338?, Kuji 1338) - 138. (大将検定 1338?, Taishō kentei 1338) - 139. (ブレイク 1338?, Bureiku 1338) - 140. (一人前 1338?, Ichininmae 1338) - 141. (顕家軍 1338?, Akiie-gun 1338) - 142. (バグ 1338?, Bagu 1338)                                                         |                        |                  |                                                                             |
| 17 | 4 settembre 2024 | ISBN 978-4-08-884168-7 | —                | —                                                                           |
| 17 | Capitoli - 143. (土岐頼遠 1338?, Toki Yoritō 1338) - 144. (まつりごと 1338?, Matsuri-goto 1338) - 145. (公武合体アキレンジャー 1338?, Kōbugatsutai Akirenjā 1338) - 146. (再開 1338?, Saikai 1338) - 147. (高師冬 1338?, Kōno Morofuyu 1338) - 148. (敬意 1338?, Keii 1338) - 149. (茶色い記憶 1338?, Chairoi kioku 1338) - 150. (フルメタル 1338?, Furumetaru 1338) - 151. (般若坂 1338?, Hannyazaka 1338)                       |                        |                  |                                                                             |
| 18 | 4 dicembre 2024 | ISBN 978-4-08-884285-1 | —                | —                                                                           |
| 18 | Capitoli - 152. (雫 1338?, Shizuku 1338) - 153. (執事 1338?, Shitsuji 1338) - 154. (頭角 1338?, Tōkaku 1338) - 155. (文化 1338?, Bunka 1338) - 156. (上奏 1338?, Jōsō 1338) - 157. (応酬 1338?, Ōshū 1338) - 158. (攻防 1338?, Kōbō 1338) - 159. (大丈夫 1338?, Daijōbu 1338) - 160. (野心 1338?, Yashin 1338) |                        |                  |                                                                             |
| 19 | 4 febbraio 2025 | ISBN 978-4-08-884395-7 | —                | —                                                                           |
| 19 | Capitoli - 161. (頑強 1338?, Gankyō 1338) - 162. (虚報 1338?, Kyohō 1338) - 163. (マルチタスク 1338?, Maruchitasuku 1338) - 164. (従える者 1338?, Shitagaeru mono 1338) - 165. (泣いた青鬼 1338?, Naita aooni 1338) - 166. (強運 1338?, Kyōun 1338) - 167. (潰走 1338?, Kaisō 1338) - 168. (宿敵 1338?, Shukuteki 1338) - 169. (百花繚乱 1338?, Hyakkaryōran 1338)                                                                |                        |                  |                                                                             |
| 20 | 2 maggio 2025 | ISBN 978-4-08-884514-2 | —                | —                                                                           |
| 20 | Capitoli - 170. (吉野 1338?, Yoshino 1338) - 171. (望郷 1338?, Bōkyō 1338) - 172. (？ 1338?, ？ 1338) - 173. (ストームブリンガー 1338?, Sutōmu Buringā 1338) - 174. (神の戦 1338?, Kami no sen 1338) - 175. (責任 1338?, Sekinin 1338) - 176. (神代の終わり 1338?, Jindai no owari 1338) - 177. (選択 1338?, Sentaku 1338) - 178. (信濃へ。1338?, Shinano e. 1338)                                                                |                        |                  |                                                                             |
| 21 | 4 luglio 2025 | ISBN 978-4-08-884569-2 | —                | —                                                                           |
| 21 | Capitoli - 179. (信濃 1338〜1340?, Shinano 1338-1340) - 180. (籠城 1340?, Rōjō 1340) - 181. (応援 1340?, Ōen 1340) - 182. (彩り 1340?, Irodori 1340) - 183. (老い 1340?, Oi 1340) - 184. (酒 1340?, Sake 1340) - 185. (孫臏 1340?, Sonpin 1340) - 186. (小笠原貞宗 1340?, Ogasawara Sadamune 1340) - 187. (インターミッション1339〜1342?, Intāmisshon 1339〜1342)                                                                 |                        |                  |                                                                             |
| 22 | 3 ottobre 2025 | ISBN 978-4-08-884694-1 | —                | —                                                                           |

#### Capitoli non ancora in formatotankōbon
I seguenti capitoli sono apparsi sulla rivista Weekly Shōnen Jump in Giappone ma non sono ancora stati stampati in formato tankōbon.
Questa lista è suscettibile di variazioni e potrebbe essere incompleta o non aggiornata.

- 188.  (インターミッション1343〜1345?, Intāmisshon 1343〜1345)
- 189.  (インターミッション1347〜1348?, Intāmisshon 1347〜1348)
- 190.  (インターミッション1349?, Intāmisshon 1349)
- 191.  (インターミッション1350?, Intāmisshon 1350)
- 192.  (インターミッション（関東）1338〜1350?, Intāmisshon (Kantō) 1338〜1350)
- 193.  (野心の行く末1351?, Yashin no yukusue 1351)
- 194.  (高 師冬1351?, Kōno Morofuyu 1351)
- 195.  (師弟1351?, Shitei 1351)
- 196.  (犠牲1351?, Gisei 1351)
- 197.  (征き、帰る1351?, Yuki, kaeru 1351)
- 198.  (逆襲1351?, Gyakushū 1351)
- 199.  (変貌1351?, Henbō 1351)
- 200.  (昨日の敵は今日の友1351?, Kinō no teki wa kyō no tomo 1351)
- 201.  (交渉1351?, Kōshō 1351)
- 202.  (血気の勇者1351?, Kekkinoyū-sha 1351)
- 203.  (大乱戦1351?, Dai ransen 1351)
- 204.  (おもいで1351?, Omoide 1351)
- 205.  (パージ1351?, Pāji 1351)
- 206.  (忠告1351?, Chūkoku 1351)
- 207.  (ピーク1351?, Pīku 1351)
- 208.  (コマンド1351?, Komando 1351)
- 209.  (伝説1351?, Densetsu 1351)
- 210.  (暗闘1351?, Antō 1351)
- 211.  (告白1351?, Kokuhaku 1351)
- 212.  (兄弟喧嘩1351?, Kyōdai kenka 1351)
- 213.  (一心同体1352?, Isshin dōtai 1352)
- 214.  (日本動揺1352?, Nihon dōyō 1352)

### Anime
Un adattamento anime è stato annunciato il 20 marzo 2023. La serie animata verrà prodotta da CloverWorks e diretta Yuta Yamazaki, con la sceneggiatura supervisionata da Yoriko Tomita e il character design di Yasushi Nishiya. Yusuke Kawakami è assistente alla regia e Gembi e Akiyuki Tateyama compongono la colonna sonora. La serie è stata trasmessa dal 6 luglio al 28 settembre 2024 su Tokyo MX, BS11, GYT e GTV e altre 26 reti. La sigla d'apertura è Plan A (プラン A?, Puran A) dei Dish, mentre quella di chiusura è Kamakura Style (鎌倉 STYLE?, Kamakura Sutairu) di Botchi Boromaru. Crunchyroll ha concesso in licenza la serie. Muse Communication ha concesso in licenza la serie nel sud-est asiatico.
Una seconda stagione è stata annunciata il 6 ottobre 2024.

#### Episodi
| Nº  | Titolo italiano Giapponese 「Kanji」 - Rōmaji                                                                                                | In onda           | In onda |
| Nº  | Titolo italiano Giapponese 「Kanji」 - Rōmaji                                                                                                | Giapponese        |         |
| 1   | 22 maggio 「5月22日」 - 5-tsuki 22-nichi | 6 luglio 2024     |         |
| 2   | Uno zio gentile 「やさしいおじさん」 - Yasashī ojisan                                                                                        | 13 luglio 2024    |         |
| 3   | Il bosco dove dimora la divinità 「神の住む森」 - Kami no sumu mori                                                                          | 20 luglio 2024    |         |
| 4   | Arriva Sadamune! 「貞宗登場!」 - Sadamune tōjō!                                                                                              | 27 luglio 2024    |         |
| 5   | La caccia ai cani ha un vincitore! E poi... 「決着!犬追物、そして⋯」 - Ketchaku! Inuōmono, soshite⋯                                          | 3 agosto 2024     |         |
| 6   | Rubare l'editto nella Residenza Ogasawara 「盗め綸旨、小笠原館の夜」 - Nusume rinji, Ogasawara-kan no yoru                                   | 10 agosto 2024    |         |
| 7   | I ragazzi dell'inverno 「冬の子供たち」 - Fuyu no kodomotachi                                                                                | 17 agosto 2024    |         |
| 8   | La guerra a nascondino 「かくれんぼ戦争」 - Kakurenbo sensō                                                                                  | 24 agosto 2024    |         |
| 9   | Il mio Buddha 「わたしの仏様」 - Watashi no hotoke-sama                                                                                      | 31 agosto 2024    |         |
| 9.5 | La storia finora 「歴史」 - Rekishi | 7 settembre 2024  |         |
| 10  | Un giovane perverso e disordini nel potere divino 「変態稚児と神力騒動」 - Hentai chigo to shinriki sōdō                                     | 14 settembre 2024 |         |
| 11  | L'aspirante suicida e il principe della fuga 「死にたがりと逃げ上手」 - Shinitagari to nige jōzu                                             | 21 settembre 2024 |         |
| 12  | Forza, Tokiyuki! Un giorno riconquisterai Kamaura 「がんばれ時行、鎌倉奪還のその日まで」 - Ganbare Tokiyuki, Kamakura dakkan no sono hi made | 28 settembre 2024 |         |

## Accoglienza
Nel giugno 2021 il manga è stato nominato al settimo Next Manga Award nella categoria Miglior manga stampato e si è classificato al 6º posto su 50 candidati. La serie si è classificata all'ottavo posto nella classificata dei fumetti consigliati dai dipendenti della libreria nazionale del 2022.
Anthony Gramuglia di Comic Book Resources ha affermato che la serie è diventata uno dei "punti salienti dei titoli più recenti di Shōnen Jump", aggiungendo che "[non] è solo sorprendentemente emotiva ma anche sorprendentemente intensa". Nicola Giuseppe Gargiulo di MangaForever recensì il primo volume e affermò che questo era una ventata d'aria fresca tra un mercato altamente saturo, sebbene fosse il fulcro di molte storie raccontate attraverso numerosi medium. Matsui riusciva a dare alla storia un ottimo equilibrio tra comicità, azione e progresso degli eventi, realizzando così un primo numero molto esaustivo, divertente e interessante.